# ジョナサン・トーゴ
ジョナサン・トーゴ（Jonathan Frederick Togo、1977年8月25日 - ）は、アメリカ合衆国の俳優。

## 生い立ち
マサチューセッツ州ロックランドにて店舗オーナーの母（イタリア系+アイルランド系）とグラフィックデザイナーの父との間に生まれる。1995年に高校を卒業。高校時代はレスリングをしていた。ヴァッサー大学へ進学し、演劇の学士を取得した。アメリカのロックバンド「The Bravery」のメンバー、Sam EndicottとJohn Conwayは大学時代のバンド仲間である。
2001年からテレビに出演しはじめ、2004年からは人気シリーズ『CSI:マイアミ』にレギュラー出演。
プライベートでは、2012年12月8日に、6歳年下の女優 ディオラ・ベアード(Diora Baird)との間に第一子となる男児が誕生する。

## 出演

### 映画
- ミスティック・リバー Mystic River (2003) - 店員

### テレビシリーズ
- ロー&オーダー Law & Order (2003) - Eddie
- CSI:マイアミ CSI: Miami (2004-2012) - ライアン・ウルフ
- 続ハリーズ・ロー 裏通り法律事務所 Harry's Law (2012) - Randy Hessly
- コバート・アフェア Covert Affairs (2013) - ネルソン・スミス
- LUCIFER/ルシファー Lucifer (2017) - アンソニー・アナン